# Los Angeles The Voices II - Because we believe
Los Angeles The Voices II - Because we believe is het tweede studioalbum van de Nederlandse mannengroep Los Angeles: The Voices. Het album verscheen op 4 november 2011 en werd voorafgegaan door de singles Mijn laatste lied voor jou en Loop naar het licht. Beide nummers kwamen tot nummer zes in de Nederlandse Single Top 100. Op 12 november kwam het album binnen in de Nederlandse Album Top 100 op een eerste plaats en werd het hun tweede nummer 1-album.

## Hitnotering

### NederlandseAlbum Top 100
| Hitnotering (week 1 t/m 20): 12-11-2011 t/m 24-03-2012 Hitnotering (week 21 t/m 22): 07-04-2012 t/m 14-04-2012 Hitnotering (week 23 t/m 27): 28-04-2012 t/m 26-05-2012 Hitnotering (week 28 t/m 30): 09-06-2012 t/m 23-06-2012 Hitnotering (week 31): 07-07-2012 Hitnotering (week 32 t/m 35): 22-09-2012 t/m 13-10-2012 Hitnotering (week 36 t/m 39): 03-11-2012 t/m 24-11-2012 Hitnotering (week 40 t/m 43): 08-12-2012 t/m 29-12-2012 Hitnotering (week 44): 12-01-2013 Hitnotering (week 45 t/m 48): 26-01-2013 t/m 16-02-2013 | Hitnotering (week 1 t/m 20): 12-11-2011 t/m 24-03-2012 Hitnotering (week 21 t/m 22): 07-04-2012 t/m 14-04-2012 Hitnotering (week 23 t/m 27): 28-04-2012 t/m 26-05-2012 Hitnotering (week 28 t/m 30): 09-06-2012 t/m 23-06-2012 Hitnotering (week 31): 07-07-2012 Hitnotering (week 32 t/m 35): 22-09-2012 t/m 13-10-2012 Hitnotering (week 36 t/m 39): 03-11-2012 t/m 24-11-2012 Hitnotering (week 40 t/m 43): 08-12-2012 t/m 29-12-2012 Hitnotering (week 44): 12-01-2013 Hitnotering (week 45 t/m 48): 26-01-2013 t/m 16-02-2013 | Hitnotering (week 1 t/m 20): 12-11-2011 t/m 24-03-2012 Hitnotering (week 21 t/m 22): 07-04-2012 t/m 14-04-2012 Hitnotering (week 23 t/m 27): 28-04-2012 t/m 26-05-2012 Hitnotering (week 28 t/m 30): 09-06-2012 t/m 23-06-2012 Hitnotering (week 31): 07-07-2012 Hitnotering (week 32 t/m 35): 22-09-2012 t/m 13-10-2012 Hitnotering (week 36 t/m 39): 03-11-2012 t/m 24-11-2012 Hitnotering (week 40 t/m 43): 08-12-2012 t/m 29-12-2012 Hitnotering (week 44): 12-01-2013 Hitnotering (week 45 t/m 48): 26-01-2013 t/m 16-02-2013 | Hitnotering (week 1 t/m 20): 12-11-2011 t/m 24-03-2012 Hitnotering (week 21 t/m 22): 07-04-2012 t/m 14-04-2012 Hitnotering (week 23 t/m 27): 28-04-2012 t/m 26-05-2012 Hitnotering (week 28 t/m 30): 09-06-2012 t/m 23-06-2012 Hitnotering (week 31): 07-07-2012 Hitnotering (week 32 t/m 35): 22-09-2012 t/m 13-10-2012 Hitnotering (week 36 t/m 39): 03-11-2012 t/m 24-11-2012 Hitnotering (week 40 t/m 43): 08-12-2012 t/m 29-12-2012 Hitnotering (week 44): 12-01-2013 Hitnotering (week 45 t/m 48): 26-01-2013 t/m 16-02-2013 | Hitnotering (week 1 t/m 20): 12-11-2011 t/m 24-03-2012 Hitnotering (week 21 t/m 22): 07-04-2012 t/m 14-04-2012 Hitnotering (week 23 t/m 27): 28-04-2012 t/m 26-05-2012 Hitnotering (week 28 t/m 30): 09-06-2012 t/m 23-06-2012 Hitnotering (week 31): 07-07-2012 Hitnotering (week 32 t/m 35): 22-09-2012 t/m 13-10-2012 Hitnotering (week 36 t/m 39): 03-11-2012 t/m 24-11-2012 Hitnotering (week 40 t/m 43): 08-12-2012 t/m 29-12-2012 Hitnotering (week 44): 12-01-2013 Hitnotering (week 45 t/m 48): 26-01-2013 t/m 16-02-2013 | Hitnotering (week 1 t/m 20): 12-11-2011 t/m 24-03-2012 Hitnotering (week 21 t/m 22): 07-04-2012 t/m 14-04-2012 Hitnotering (week 23 t/m 27): 28-04-2012 t/m 26-05-2012 Hitnotering (week 28 t/m 30): 09-06-2012 t/m 23-06-2012 Hitnotering (week 31): 07-07-2012 Hitnotering (week 32 t/m 35): 22-09-2012 t/m 13-10-2012 Hitnotering (week 36 t/m 39): 03-11-2012 t/m 24-11-2012 Hitnotering (week 40 t/m 43): 08-12-2012 t/m 29-12-2012 Hitnotering (week 44): 12-01-2013 Hitnotering (week 45 t/m 48): 26-01-2013 t/m 16-02-2013 | Hitnotering (week 1 t/m 20): 12-11-2011 t/m 24-03-2012 Hitnotering (week 21 t/m 22): 07-04-2012 t/m 14-04-2012 Hitnotering (week 23 t/m 27): 28-04-2012 t/m 26-05-2012 Hitnotering (week 28 t/m 30): 09-06-2012 t/m 23-06-2012 Hitnotering (week 31): 07-07-2012 Hitnotering (week 32 t/m 35): 22-09-2012 t/m 13-10-2012 Hitnotering (week 36 t/m 39): 03-11-2012 t/m 24-11-2012 Hitnotering (week 40 t/m 43): 08-12-2012 t/m 29-12-2012 Hitnotering (week 44): 12-01-2013 Hitnotering (week 45 t/m 48): 26-01-2013 t/m 16-02-2013 | Hitnotering (week 1 t/m 20): 12-11-2011 t/m 24-03-2012 Hitnotering (week 21 t/m 22): 07-04-2012 t/m 14-04-2012 Hitnotering (week 23 t/m 27): 28-04-2012 t/m 26-05-2012 Hitnotering (week 28 t/m 30): 09-06-2012 t/m 23-06-2012 Hitnotering (week 31): 07-07-2012 Hitnotering (week 32 t/m 35): 22-09-2012 t/m 13-10-2012 Hitnotering (week 36 t/m 39): 03-11-2012 t/m 24-11-2012 Hitnotering (week 40 t/m 43): 08-12-2012 t/m 29-12-2012 Hitnotering (week 44): 12-01-2013 Hitnotering (week 45 t/m 48): 26-01-2013 t/m 16-02-2013 | Hitnotering (week 1 t/m 20): 12-11-2011 t/m 24-03-2012 Hitnotering (week 21 t/m 22): 07-04-2012 t/m 14-04-2012 Hitnotering (week 23 t/m 27): 28-04-2012 t/m 26-05-2012 Hitnotering (week 28 t/m 30): 09-06-2012 t/m 23-06-2012 Hitnotering (week 31): 07-07-2012 Hitnotering (week 32 t/m 35): 22-09-2012 t/m 13-10-2012 Hitnotering (week 36 t/m 39): 03-11-2012 t/m 24-11-2012 Hitnotering (week 40 t/m 43): 08-12-2012 t/m 29-12-2012 Hitnotering (week 44): 12-01-2013 Hitnotering (week 45 t/m 48): 26-01-2013 t/m 16-02-2013 | Hitnotering (week 1 t/m 20): 12-11-2011 t/m 24-03-2012 Hitnotering (week 21 t/m 22): 07-04-2012 t/m 14-04-2012 Hitnotering (week 23 t/m 27): 28-04-2012 t/m 26-05-2012 Hitnotering (week 28 t/m 30): 09-06-2012 t/m 23-06-2012 Hitnotering (week 31): 07-07-2012 Hitnotering (week 32 t/m 35): 22-09-2012 t/m 13-10-2012 Hitnotering (week 36 t/m 39): 03-11-2012 t/m 24-11-2012 Hitnotering (week 40 t/m 43): 08-12-2012 t/m 29-12-2012 Hitnotering (week 44): 12-01-2013 Hitnotering (week 45 t/m 48): 26-01-2013 t/m 16-02-2013 | Hitnotering (week 1 t/m 20): 12-11-2011 t/m 24-03-2012 Hitnotering (week 21 t/m 22): 07-04-2012 t/m 14-04-2012 Hitnotering (week 23 t/m 27): 28-04-2012 t/m 26-05-2012 Hitnotering (week 28 t/m 30): 09-06-2012 t/m 23-06-2012 Hitnotering (week 31): 07-07-2012 Hitnotering (week 32 t/m 35): 22-09-2012 t/m 13-10-2012 Hitnotering (week 36 t/m 39): 03-11-2012 t/m 24-11-2012 Hitnotering (week 40 t/m 43): 08-12-2012 t/m 29-12-2012 Hitnotering (week 44): 12-01-2013 Hitnotering (week 45 t/m 48): 26-01-2013 t/m 16-02-2013 | Hitnotering (week 1 t/m 20): 12-11-2011 t/m 24-03-2012 Hitnotering (week 21 t/m 22): 07-04-2012 t/m 14-04-2012 Hitnotering (week 23 t/m 27): 28-04-2012 t/m 26-05-2012 Hitnotering (week 28 t/m 30): 09-06-2012 t/m 23-06-2012 Hitnotering (week 31): 07-07-2012 Hitnotering (week 32 t/m 35): 22-09-2012 t/m 13-10-2012 Hitnotering (week 36 t/m 39): 03-11-2012 t/m 24-11-2012 Hitnotering (week 40 t/m 43): 08-12-2012 t/m 29-12-2012 Hitnotering (week 44): 12-01-2013 Hitnotering (week 45 t/m 48): 26-01-2013 t/m 16-02-2013 | Hitnotering (week 1 t/m 20): 12-11-2011 t/m 24-03-2012 Hitnotering (week 21 t/m 22): 07-04-2012 t/m 14-04-2012 Hitnotering (week 23 t/m 27): 28-04-2012 t/m 26-05-2012 Hitnotering (week 28 t/m 30): 09-06-2012 t/m 23-06-2012 Hitnotering (week 31): 07-07-2012 Hitnotering (week 32 t/m 35): 22-09-2012 t/m 13-10-2012 Hitnotering (week 36 t/m 39): 03-11-2012 t/m 24-11-2012 Hitnotering (week 40 t/m 43): 08-12-2012 t/m 29-12-2012 Hitnotering (week 44): 12-01-2013 Hitnotering (week 45 t/m 48): 26-01-2013 t/m 16-02-2013 | Hitnotering (week 1 t/m 20): 12-11-2011 t/m 24-03-2012 Hitnotering (week 21 t/m 22): 07-04-2012 t/m 14-04-2012 Hitnotering (week 23 t/m 27): 28-04-2012 t/m 26-05-2012 Hitnotering (week 28 t/m 30): 09-06-2012 t/m 23-06-2012 Hitnotering (week 31): 07-07-2012 Hitnotering (week 32 t/m 35): 22-09-2012 t/m 13-10-2012 Hitnotering (week 36 t/m 39): 03-11-2012 t/m 24-11-2012 Hitnotering (week 40 t/m 43): 08-12-2012 t/m 29-12-2012 Hitnotering (week 44): 12-01-2013 Hitnotering (week 45 t/m 48): 26-01-2013 t/m 16-02-2013 | Hitnotering (week 1 t/m 20): 12-11-2011 t/m 24-03-2012 Hitnotering (week 21 t/m 22): 07-04-2012 t/m 14-04-2012 Hitnotering (week 23 t/m 27): 28-04-2012 t/m 26-05-2012 Hitnotering (week 28 t/m 30): 09-06-2012 t/m 23-06-2012 Hitnotering (week 31): 07-07-2012 Hitnotering (week 32 t/m 35): 22-09-2012 t/m 13-10-2012 Hitnotering (week 36 t/m 39): 03-11-2012 t/m 24-11-2012 Hitnotering (week 40 t/m 43): 08-12-2012 t/m 29-12-2012 Hitnotering (week 44): 12-01-2013 Hitnotering (week 45 t/m 48): 26-01-2013 t/m 16-02-2013 | Hitnotering (week 1 t/m 20): 12-11-2011 t/m 24-03-2012 Hitnotering (week 21 t/m 22): 07-04-2012 t/m 14-04-2012 Hitnotering (week 23 t/m 27): 28-04-2012 t/m 26-05-2012 Hitnotering (week 28 t/m 30): 09-06-2012 t/m 23-06-2012 Hitnotering (week 31): 07-07-2012 Hitnotering (week 32 t/m 35): 22-09-2012 t/m 13-10-2012 Hitnotering (week 36 t/m 39): 03-11-2012 t/m 24-11-2012 Hitnotering (week 40 t/m 43): 08-12-2012 t/m 29-12-2012 Hitnotering (week 44): 12-01-2013 Hitnotering (week 45 t/m 48): 26-01-2013 t/m 16-02-2013 | Hitnotering (week 1 t/m 20): 12-11-2011 t/m 24-03-2012 Hitnotering (week 21 t/m 22): 07-04-2012 t/m 14-04-2012 Hitnotering (week 23 t/m 27): 28-04-2012 t/m 26-05-2012 Hitnotering (week 28 t/m 30): 09-06-2012 t/m 23-06-2012 Hitnotering (week 31): 07-07-2012 Hitnotering (week 32 t/m 35): 22-09-2012 t/m 13-10-2012 Hitnotering (week 36 t/m 39): 03-11-2012 t/m 24-11-2012 Hitnotering (week 40 t/m 43): 08-12-2012 t/m 29-12-2012 Hitnotering (week 44): 12-01-2013 Hitnotering (week 45 t/m 48): 26-01-2013 t/m 16-02-2013 | Hitnotering (week 1 t/m 20): 12-11-2011 t/m 24-03-2012 Hitnotering (week 21 t/m 22): 07-04-2012 t/m 14-04-2012 Hitnotering (week 23 t/m 27): 28-04-2012 t/m 26-05-2012 Hitnotering (week 28 t/m 30): 09-06-2012 t/m 23-06-2012 Hitnotering (week 31): 07-07-2012 Hitnotering (week 32 t/m 35): 22-09-2012 t/m 13-10-2012 Hitnotering (week 36 t/m 39): 03-11-2012 t/m 24-11-2012 Hitnotering (week 40 t/m 43): 08-12-2012 t/m 29-12-2012 Hitnotering (week 44): 12-01-2013 Hitnotering (week 45 t/m 48): 26-01-2013 t/m 16-02-2013 | Hitnotering (week 1 t/m 20): 12-11-2011 t/m 24-03-2012 Hitnotering (week 21 t/m 22): 07-04-2012 t/m 14-04-2012 Hitnotering (week 23 t/m 27): 28-04-2012 t/m 26-05-2012 Hitnotering (week 28 t/m 30): 09-06-2012 t/m 23-06-2012 Hitnotering (week 31): 07-07-2012 Hitnotering (week 32 t/m 35): 22-09-2012 t/m 13-10-2012 Hitnotering (week 36 t/m 39): 03-11-2012 t/m 24-11-2012 Hitnotering (week 40 t/m 43): 08-12-2012 t/m 29-12-2012 Hitnotering (week 44): 12-01-2013 Hitnotering (week 45 t/m 48): 26-01-2013 t/m 16-02-2013 | Hitnotering (week 1 t/m 20): 12-11-2011 t/m 24-03-2012 Hitnotering (week 21 t/m 22): 07-04-2012 t/m 14-04-2012 Hitnotering (week 23 t/m 27): 28-04-2012 t/m 26-05-2012 Hitnotering (week 28 t/m 30): 09-06-2012 t/m 23-06-2012 Hitnotering (week 31): 07-07-2012 Hitnotering (week 32 t/m 35): 22-09-2012 t/m 13-10-2012 Hitnotering (week 36 t/m 39): 03-11-2012 t/m 24-11-2012 Hitnotering (week 40 t/m 43): 08-12-2012 t/m 29-12-2012 Hitnotering (week 44): 12-01-2013 Hitnotering (week 45 t/m 48): 26-01-2013 t/m 16-02-2013 | Hitnotering (week 1 t/m 20): 12-11-2011 t/m 24-03-2012 Hitnotering (week 21 t/m 22): 07-04-2012 t/m 14-04-2012 Hitnotering (week 23 t/m 27): 28-04-2012 t/m 26-05-2012 Hitnotering (week 28 t/m 30): 09-06-2012 t/m 23-06-2012 Hitnotering (week 31): 07-07-2012 Hitnotering (week 32 t/m 35): 22-09-2012 t/m 13-10-2012 Hitnotering (week 36 t/m 39): 03-11-2012 t/m 24-11-2012 Hitnotering (week 40 t/m 43): 08-12-2012 t/m 29-12-2012 Hitnotering (week 44): 12-01-2013 Hitnotering (week 45 t/m 48): 26-01-2013 t/m 16-02-2013 |
| Week: | 1 | 2 | 3 | 4 | 5 | 6 | 7 | 8 | 9 | 10 | 11 | 12 | 13 | 14 | 15 | 16 | 17 | 18 | 19 | 20 |
| --- | --- | --- | --- | --- | --- | --- | --- | --- | --- | --- | --- | --- | --- | --- | --- | --- | --- | --- | --- | --- |
| Positie: | 1 | 6 | 11 | 13 | 17 | 16 | 15 | 18 | 14 | 27 | 43 | 48 | 37 | 64 | 25 | 27 | 19 | 32 | 46 | 73 |
| Week: | | 21 | 22 | | 23 | 24 | 25 | 26 | 27 | | 28 | 29 | 30 | | 31 | | 32 | 33 | 34 | 35 |
| Positie: | uit | 88 | 100 | uit | 25 | 28 | 29 | 29 | 89 | uit | 68 | 65 | 80 | uit | 100 | uit | 13 | 29 | 45 | 88 |
| Week: | | 36 | 37 | 38 | 39 | | 40 | 41 | 42 | 43 | | 44 | | 45 | 46 | 47 | 48 | | | |
| Positie: | uit | 93 | 85 | 86 | 92 | uit | 92 | 83 | 88 | 64 | uit | 79 | uit | 96 | 71 | 66 | 87 | uit | | |